# Metralhadora Reibel

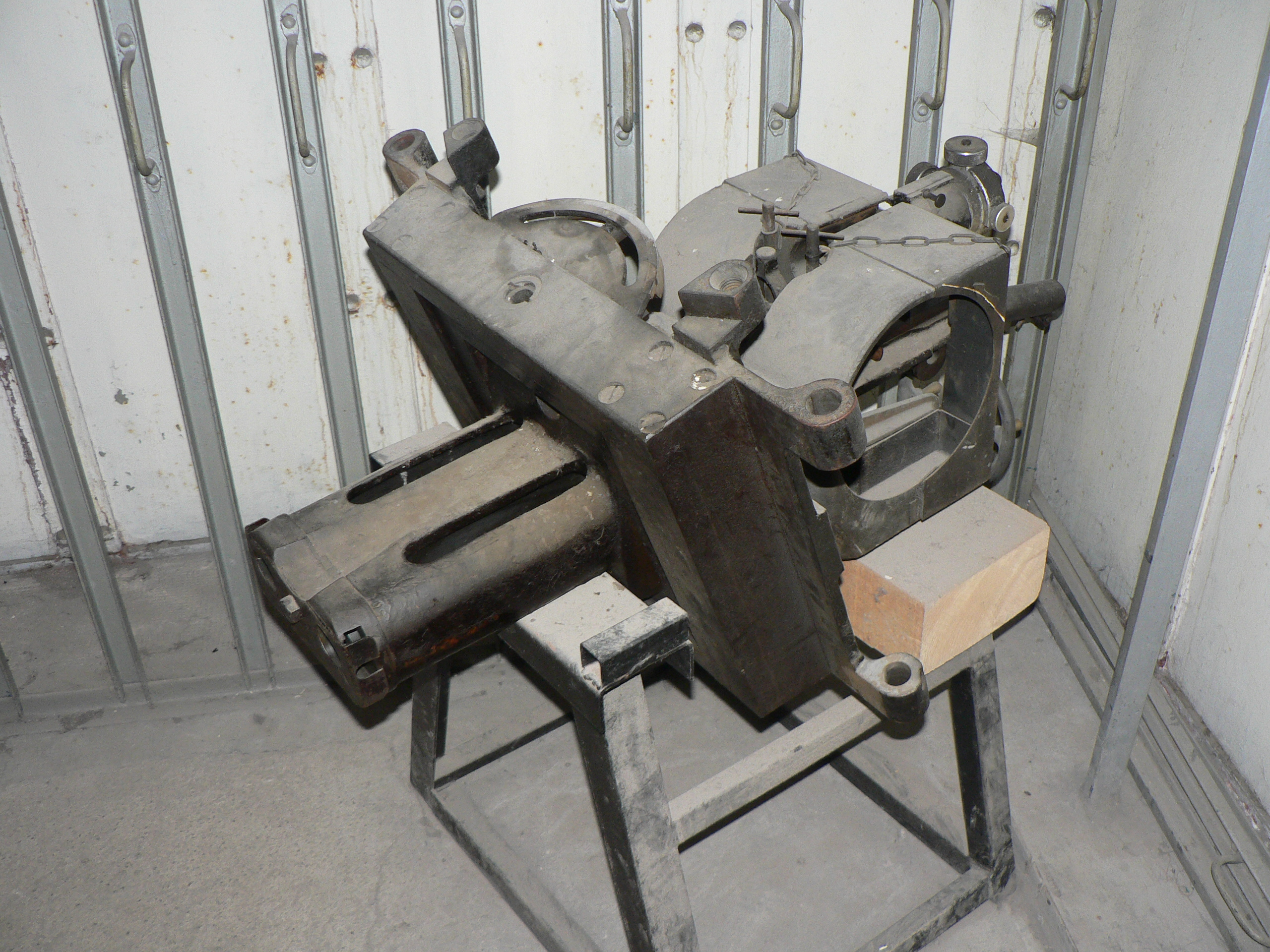
A Jumelage de mitrailleuses Reibel de montagem dupla para uso em fortificações. Mostrado sem armas montadas, ângulo frontal oblíquo. Observe a cobertura protetora de metal pesado para os canos e aberturas circulares para depósitos de carregadores tipo tambor. A estrutura quadrada destina-se a ser aparafusada em canhoneiras padrão.

A metralhadora MAC mle 1931 (designação oficial francesa Mitrailleuse modèle 1931 - metralhadora modelo de 1931), foi uma metralhadora usada em tanques franceses da época da Segunda Guerra Mundial, bem como em fortificações como a Linha Maginot. Às vezes também é conhecida como JM Reibel, de Jumelage de mitrailleuses (emparelhamento de metralhadoras), ou metralhadores de montagem dupla Reibel e realmente se refere ao quadro especializado de montagem dupla usado em cúpulas cloche JM nas fortificações da Linha Maginot, enquanto a MAC mle 1931 refere-se especificamente à metralhadora. As montagens duplas JM eram a montagem padrão para o mle 1931 em fortificações fixas, enquanto os tanques e outros veículos blindados recebiam metralhadoras individuais.

## Visão geral

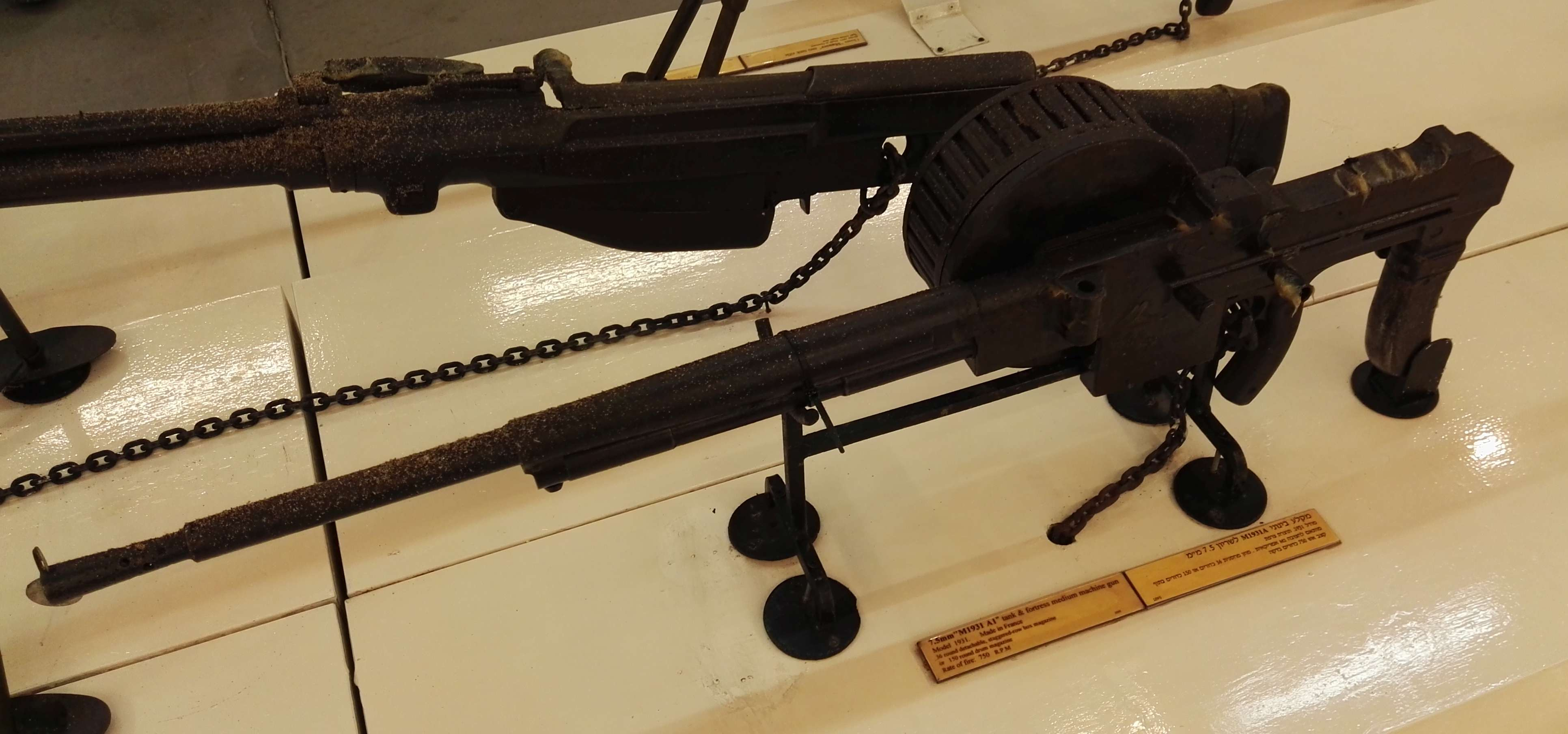
Lado oposto da metralhadora Reibel/MAC 1931 em exibição no Museu de História das Forças de Defesa de Israel.

A metralhadora Reibel é uma arma operada a gás calibrada no cartucho MAS de 7,5 mm e foi alimentada com carregadores verticais de 150 cartuchos montados lateralmente. A variante usada em fortificações foi modificada com um raiamento diferente para acomodar o tipo de munição balle D encamisada pesada.
Algumas outras armas em serviço francês durante o final dos anos 1940 foram convertidas para o papel no solo, com a adoção de carregadores de cofre de 35 cartuchos montados na lateral e adaptadores para tripés US M2 Browning.
A metralhadora modelo 1931 é uma arma operada a gás que dispara com o ferrolho aberto e apenas fogo automático. É derivado do francês Fusil-Mitrailleur FM 24/29  (fuzil-metralhador / metralhadora leve) também projetado pelo Tenente-Coronel Reibel e baseado no Fuzil Automático Browning. O FM 24/29 foi desenvolvido em uma metralhadora mais pesada capaz de fogo relativamente contínuo, dando-lhe um cano extremamente grosso e maciço, para atuar como um dissipador de calor. Isso era necessário, uma vez que o FM 24/29 carecia de um cano de troca rápida ou resfriamento a água e seu cano leve normal superaquecia e se desgastava rapidamente, se disparado em mais do que rajadas curtas, com descansos de resfriamento entre eles. O pistão de gás de curso longo está localizado abaixo do cano e opera o grupo de ferrolho de inclinação vertical. A munição é alimentada a partir de carregadores multicamadas de 150 cartuchos montados lateralmente (com balas apontando para o centro do carregador redondo). A arma pode ser modificada para receber carregadores no lado esquerdo ou direito, para facilitar as trocas de carregador enquanto montada no suporte duplo JM lado a lado padrão. A ejeção é direta para baixo, através da calha curta presa à base do receptor, que nas fortificações geralmente conduzia a um tubo ou calha mais longo que direcionava os estojos gastos para as valas externas. A arma foi equipada com uma empunhadura de pistola curvada para a frente para ajudar no controle e um gatilho em estilo de fuzil padrão. Quando montado em fortificações, o suporte duplo incluía uma coronha de ombro duplo ajustável, uma barra de metal tubular que se estendia da parte traseira da estrutura de montagem, que montava uma barra transversal horizontal, com ombreiras em cada extremidade. O operador ficava de frente para as culatras das armas e colocava essas almofadas contra seus ombros. Ele então usaria seu corpo para controlar a traversa, enquanto suas mãos segurariam os punhos da pistola para disparar uma ou ambas as armas. A elevação era controlada por uma manivela de latão embaixo da arma. As montagens gêmeas vieram em configurações T e F ; os tipos F usavam gatilhos e coronhas padrão e eram usados para montagens de canhoneiras em casamatas e cúpulas, enquanto o T apresentava um gatilho operado por cabo Bowden e era destinado ao uso remoto em torres retráteis.
O padrão para um mle 1931 em posições fixas era um JM Reibel de montagem dupla, completo com mira telescópica, azimute e indicadores de nível, parafuso de elevação e calhas de ejeção de estojos gastos. Era manuseada por uma tripulação de oito pessoas, incluindo dois atiradores, dois municiadores, dois municiadores assistentes (para buscar munição e recarregar carregadores com uma máquina de recarga montada na mesa que levava clipes de alimentação padrão de 5 cartuchos), um mecânico para reparar quaisquer falhas ou engripagens, e um comandante para direcionar ou coordenar o fogo. O objetivo de emparelhar as armas era permitir um tiro rápido e sustentado. Durante o uso normal, as duas armas seriam disparadas sucessivamente, permitindo que a outra esfriasse. Quando necessário, as duas metralhadoras podem ser disparadas juntas, aumentando a cadência de tiro instantânea. Gráficos foram afixados nas paredes de cada local, descrevendo a técnica operacional padrão:
- o fogo normal era de 150 tiros (um carregador) por minuto, alternando entre as armas. Cada arma seria disparada por um minuto, em rajadas, até que o carregador estivesse vazio. Então, o atirador parava e disparava a segunda arma por um minuto enquanto a primeira esfriava e era recarregada. Então a primeira arma poderia ser usada novamente. Essa cadência de tiro poderia ser sustentada por 3 minutos por arma, antes que o calor acumulado atingisse um nível perigoso.
- A cadência acelerada era de 450 tiros por minuto (3 carregadores) por arma e era alcançada da mesma forma que o fogo normal; o atirador dispararia três carregadores em um minuto e então pararia antes que seu cano superaquecesse, e então repetiria com a segunda. Devido à maior cadência de tiro, o tiro acelerado era limitado a no máximo dois minutos por arma, pois as metralhadoras ficariam tão aquecidas após disparar 6 carregadores cada, que estariam prontas para superaquecer, mesmo com um minuto para esfriar após o disparo dos primeiros 3 carregadores.
- Fogo rápido; Em casos de emergência, como inimigo cruzando o arame farpado, os atiradores eram autorizados a disparar rajadas rápidas de 75 tiros por arma, por vez ou simultaneamente, permitindo que um carregador completo fosse disparado em muito menos de um minuto. Uma cadência tão rápida superaqueceria muito rapidamente o cano se não fosse limitada a apenas 75 tiros. Para ajudar a resfriar as armas mais rapidamente, baldes de água e borrifadores de água eram mantidos próximos a cada posição de JM. Os canos eram resfriados borrifando-os com água (evaporativa) ou removendo a arma do suporte e mergulhando o cano no balde de água. Até 20 litros de água poderiam ser usados por dia por posto de metralhadora apenas para resfriar os canos.

A montagem JM consistia em uma estrutura quadrada de metal grossa, dimensionada para caber em uma canhoneira de fortificação francesa padrão (abertura); as armas eram montadas em um berço giratório igualmente resistente dentro desta estrutura. A moldura quadrada se encaixava perfeitamente na canhoneira e era presa por dobradiças e parafusos. Isso garantiu que não houvesse lacunas por onde as balas inimigas pudessem entrar no bunker (exceto a abertura muito pequena pela qual a mira telescópica espiava), mas permitia que as armas fossem apontadas e visadas sobre qualquer pessoa fora das paredes. As posições eram frequentemente compartilhadas com um canhão antitanque compartilhando a mesma abertura de canhoneira; o suporte JM seria articulado para trás e o canhão antitanque deslizaria para frente em seu trilho montado no teto, até que seu cano estivesse do lado de fora e a culatra do lado de dentro. Era cercado por uma moldura quadrada semelhante, que se encaixava perfeitamente na canhoneira. A única vez que os ocupantes do bunker ficavam expostos ao fogo inimigo, era nos breves momentos em que trocava-se o suporte da metralhadora por um suporte de artilharia.

## Usuários
- Bulgária: Usado no tanque leve Hotchkiss H35.
- Chade: Usado desmontado pelo Armée Nationale Tchadienne governamental durante a Guerra Civil do Chade.[2]
- Predefinição:Country data República da China (1912-1949): Usado no Renault UE Chenillette.[3]
- Croácia: Usado no tanque leve Hotchkiss H35.
- França: Usado em veículos blindados, tais como AMR 33, Renault FT ou Panhard EBR, e em fortificações. Usado durante a Guerra da Indochina, modelos M1931A foram usados em veículos[4] ou desmontados em tripés.[5]
- Alemanha: Exemplares capturados. O modelo MAC 1931 serviu como Kpfw MG 331(f).[6]
- Hungria: Usado no tanque leve Hotchkiss H35.
- Israel: Usado no tanque leve Hotchkiss H35.
- Itália: Usado no tanque leve Renault R35.
- Líbano: Usado no tanque leve Renault R35.
- Polónia: Usado no tanque leve Renault R35.
- Suíça: Usado no tanque leve Renault R35.
- Síria: Usado no tanque leve Renault R35.
- Turquia: Usado no tanque leve Renault R35.
- Iugoslávia: Usado no tanque leve Renault R35.

### Grupos não-estatais
- Chetniks: Usado no tanque leve Hotchkiss H35.
- Partisans iugoslavos: Usado no tanque leve Hotchkiss H35.
- Viet Minh: Usado desmontado.[7]
- Vietcongue[8]